# Luogosanto
Luogosanto (galluresisch: Locusàntu, heiliger Platz) ist eine italienische Gemeinde in der Provinz Nord-Est Sardegna im Nordosten Sardiniens mit 1802 Einwohnern (Stand 31. Dezember 2023).

## Lage und Daten
Luogosanto ist ein typisches sardisches Hirtendorf mit langer Tradition, eingebettet in die sanfte Hügellandschaft Nordsardiniens und umgeben von alten Kork- und Steineichenwäldern. Der Ort liegt im Herzen der Gallura und hat eine Fläche von 135,45 km².

## Geschichte
Die Nuraghe Balaiana und einige Steinkreise lassen vermuten, dass Luogosanto schon um 2500 v. Chr. besiedelt war.

## Sehenswürdigkeiten
- Die Basilika di Nostra Signora di Luogosanto steht am Hauptplatz von Luogosanto. Die heilige Tür (links vom Haupteingang) wird alle sieben Jahre im Rahmen der Festa Manna für ein Jahr geöffnet. Die nächste Öffnung findet 2027 statt. Die Basilika wurde im 12. Jahrhundert gebaut und ihrer hohen religiösen Stellung in der Gallura wegen wurde im Jahr 1227 durch Papst Honorius III. das Privileg der heiligen Türe verliehen. Die Basilika ist zusammen mit der kleinen Landkirche San Trano ein beliebtes Pilgerziel.
- San Trano, eine kleine Landkirche, einen Kilometer außerhalb Luogosanto Richtung Arzachena.
- Fonte La Filetta ( – Lage), ca. fünf Kilometer außerhalb Luogosanto unterhalb des Monte Padu (587 m), die wichtigste Wasserquelle des Ortes, an der sich Besucher am diuretisch wirkenden Wasser laben können. Rund um die Quelle befindet sich ein kleiner Park.
- Ruine des Palazzo di Baldu und die kleine Kirche Santu Stevanu zwei Kilometer außerhalb Luogosanto Richtung Arzachena.
- Reste des Castello di Balaiana und die kleine Kirche San Leonardo fünf Kilometer außerhalb Luogosanto Richtung Arzachena. Von einem großen Parkplatz führen ca. 500 Treppenstufen durch typisches Macchiagewächs, bis man, oben angekommen, eine Aussicht auf die umliegende Hügellandschaft hat.
- Olivastri Millenari, 3500 Jahre alte Olivenbäume am Lago Liscia.

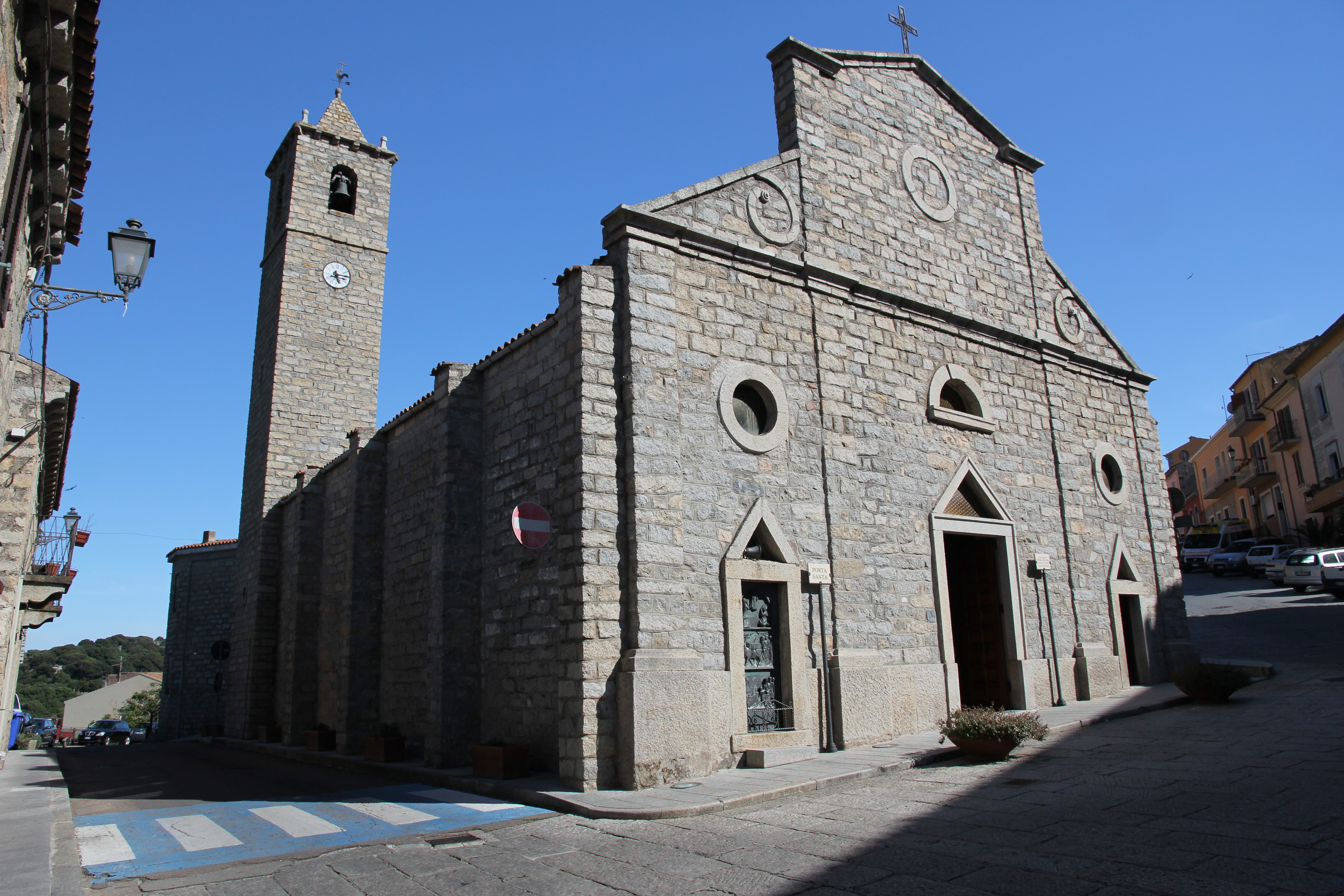
Basilica di Nostra Signora
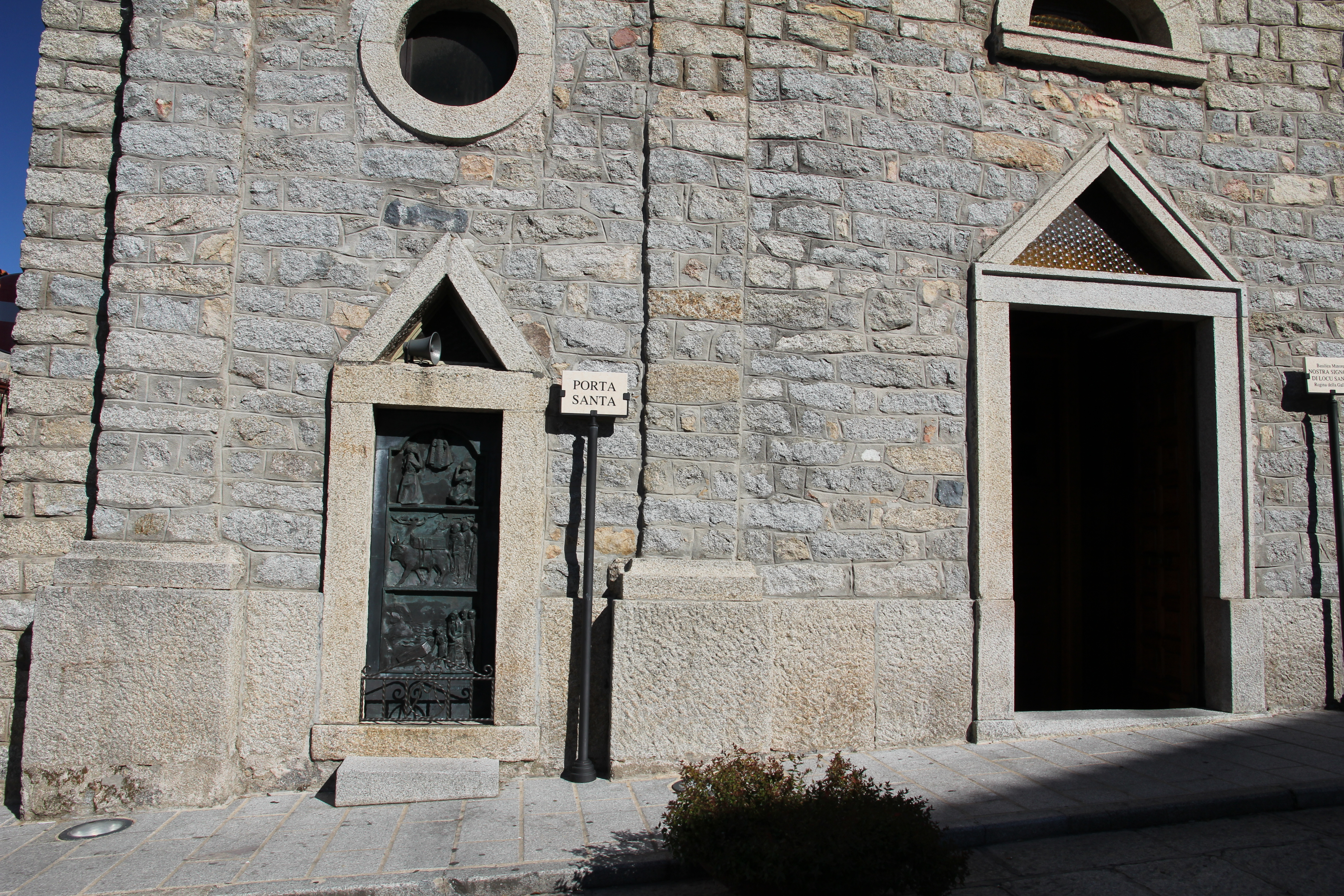
La porta santa (Die heilige Tür)
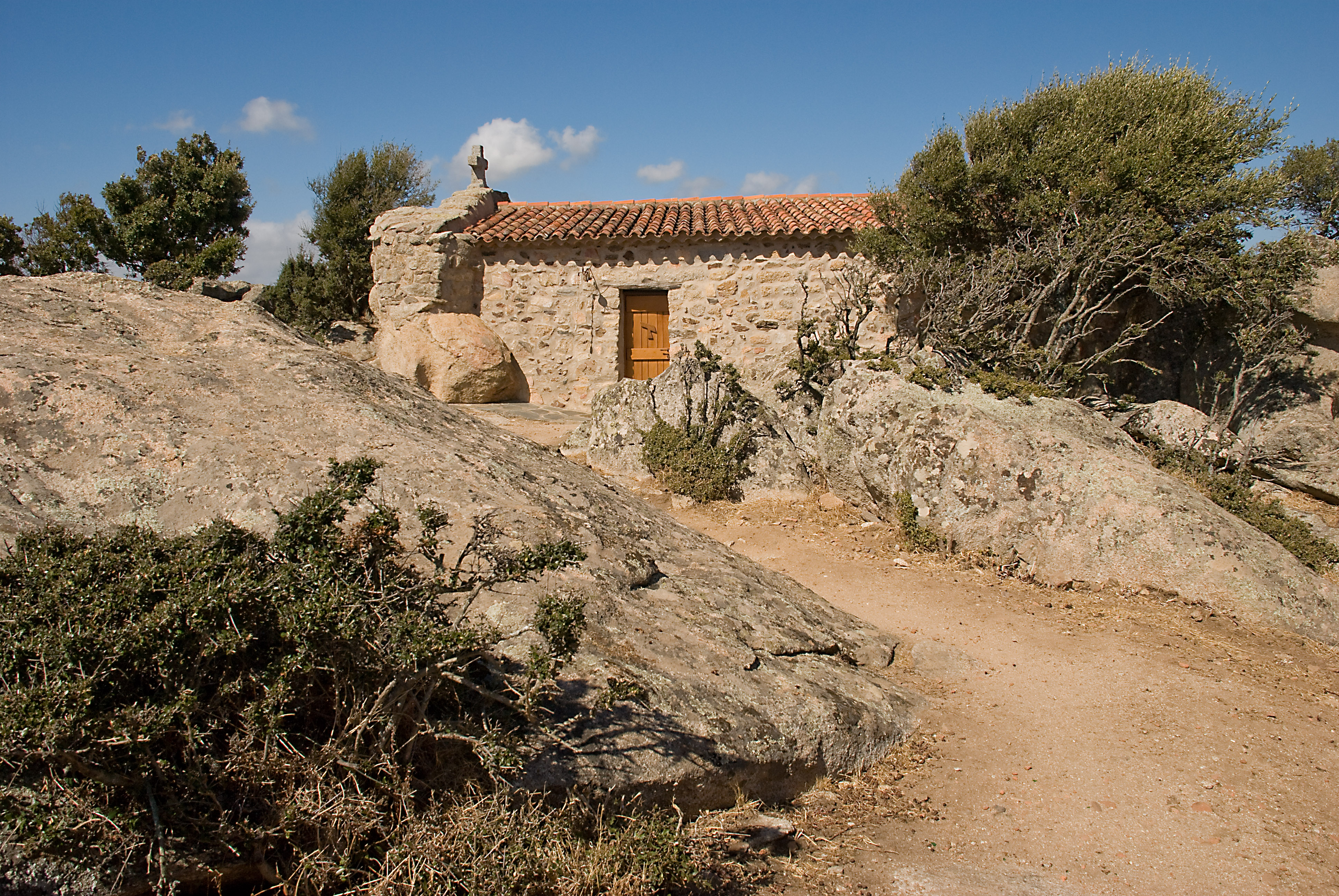
Eremo di San Trano (Einsiedelei S. Trano)
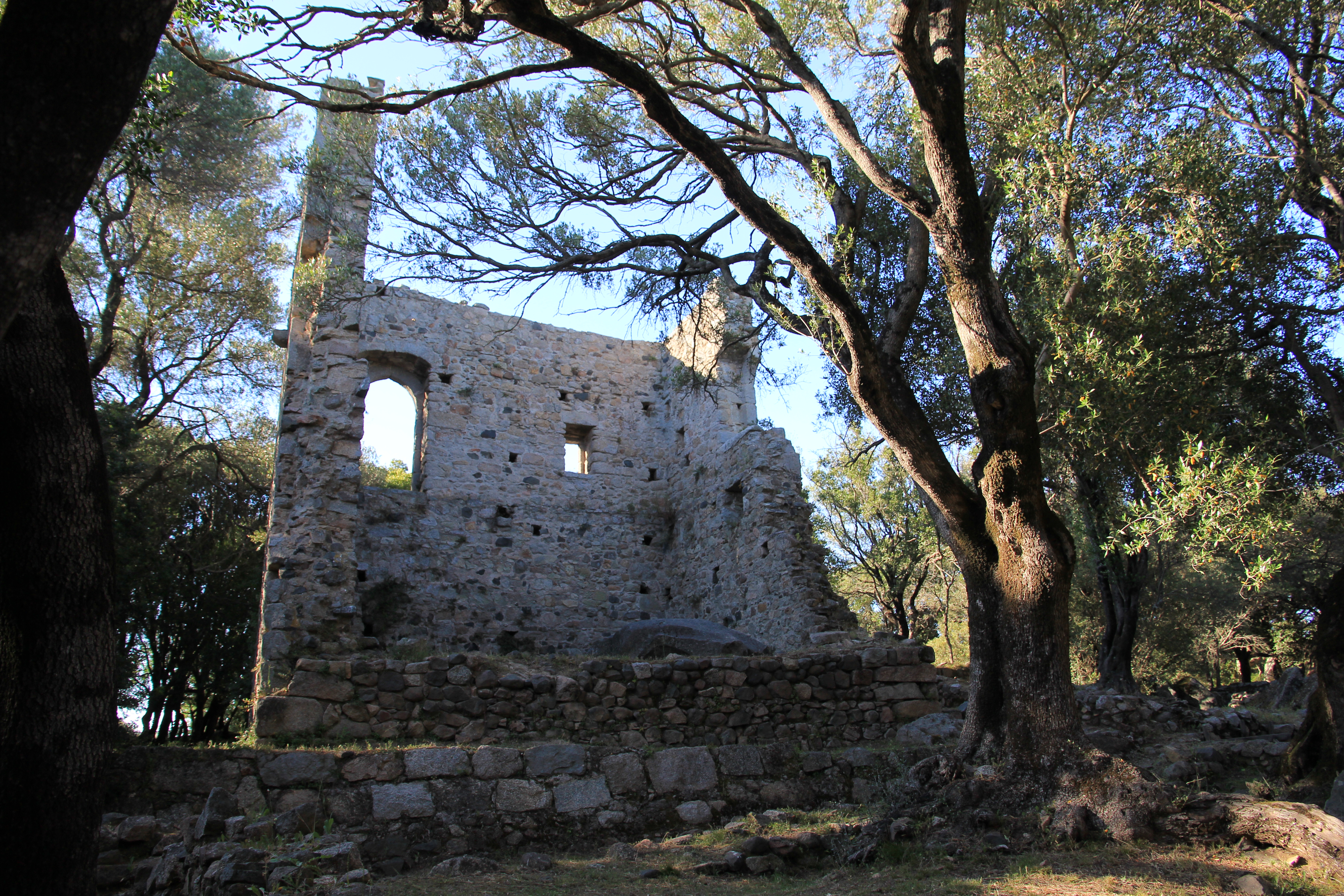
Palazzo di Baldu
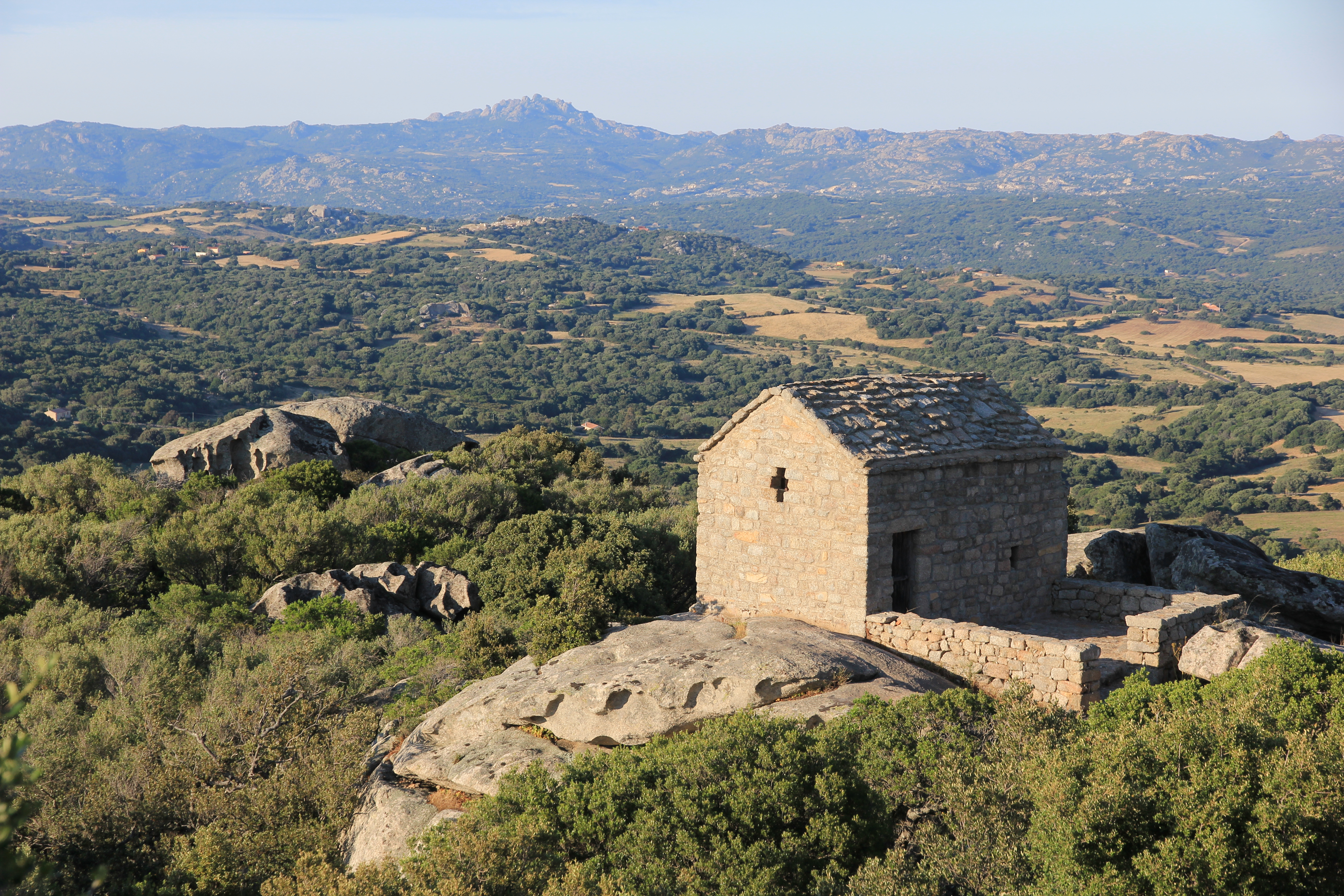
Chiesa di San Leonardo

## Veranstaltungen
- La festa del turista („Touristenfest“) findet immer am dritten Samstag im August statt, mit traditionellem Wildschweinessen, Musik und Tanz.
- Das größte Dorffest Festa Manna wird am 7./8. und 9. September jeden Jahres gefeiert. Im Jahre 2008 fand das Fest zum 780. Male statt. Umrahmt werden die Feierlichkeiten unter einem Markttreiben von vielen Trachtenumzügen, traditionellen und modernen Konzerten italienischer Künstler.